# Герлев (муніципалітет)
Герлев (дан. Herlev) — муніципалітет у регіоні Столичний регіон королівства Данія. Площа — 12.1 квадратних кілометрів. Адміністративний центр муніципалітету — місто Герлев.

## Населення
У 2012 році населення муніципалітету становило 26 608 осіб.